# Dånö
Dånö med Gamlan och Hamngrundet är en ö på Åland (Finland). Den ligger i Skärgårdshavet och i kommunen Geta i landskapet Åland, i den sydvästra delen av landet. Ön ligger omkring 34 kilometer norr om Mariehamn och omkring 280 kilometer väster om Helsingfors.
Öns area är 5,97 kvadratkilometer och dess största längd är 5,3 kilometer i nord-sydlig riktning. Ön höjer sig omkring 60 meter över havsytan. I omgivningarna runt Dånö växer i huvudsak barrskog.
Dånö avser också bebyggelsen på ön. Fast vägförbindelse finns till Geta i öster. Gamlan är förbunden med Dånö genom ett smalt näs.

## Delöar och uddar
- Gamlan 60°25′09″N 19°45′39″Ö / 60.41908°N 19.76091°Ö (udde)
- Dånö 60°23′41″N 19°46′45″Ö / 60.39465°N 19.77925°Ö
- Kalven 60°25′01″N 19°48′12″Ö / 60.41697°N 19.80327°Ö (udde)
- Langnäs 60°24′32″N 19°46′48″Ö / 60.40891°N 19.77992°Ö (udde)
- Näset 60°23′12″N 19°46′46″Ö / 60.38659°N 19.77939°Ö (udde)
- Lappnäs 60°23′42″N 19°45′54″Ö / 60.3951°N 19.765°Ö (udde)
- Verknäs 60°23′35″N 19°47′23″Ö / 60.39309°N 19.78983°Ö (udde)
- Tistronskatan 60°25′34″N 19°46′20″Ö / 60.4262°N 19.77221°Ö (udde)
- Djäkengrundet 60°23′34″N 19°46′19″Ö / 60.39283°N 19.77196°Ö (udde)
- Hamngrundet 60°23′52″N 19°47′39″Ö / 60.3978°N 19.79428°Ö